# George al V-lea de Hanovra
George al V-lea (George Frederick Alexander Charles Ernest Augustus); (n. 27 mai 1819, Berlin, Regatul Prusiei – d. 12 iunie 1878, Paris, Franța) a fost ultimul rege al Hanovrei. A fost al 2-lea Duce de Cumberland și Teviotdale, și al 2-lea Conte de Armagh.

## Primii ani
Prințul George de Cumberland s-a născut la Berlin ca singurul fiu al Prințului Ernest Augustus, Duce de Cumberland (al cincilea fiu al regelui George al III-lea al Regatului Unit) și a soției sale, Frederica de Mecklenburg-Strelitz.
A fost botezat la 8 iulie 1819, la un hotel din Berlin unde stăteau părinții săi de către rev. Henry Thomas Austen (fratele autoarei Jane Austen). Nașii lui au fost: Prințul Regent al Regatului Unit (reprezentat de Ducele de Cumberland), regele Prusiei Frederic Wilhelm al III-lea , Alexandru I al Rusiei, Prințul moștenitor al Prusiei, Prințul Wilhelm al Prusiei, Prințul Frederic Louis al Prusiei, Prințul Henric al Prusiei, Prințul Wilhelm al Prusiei, Georg, Mare Duce de Mecklenburg-Strelitz, Ducele Karl de Mecklenburg-Strelitz, Împărăteasa Maria Feodorovna a Rusiei, Regina Olandei Wilhelmine, Prințesa Augusta Sophia a Regatului Unit, Prințesa Elisabeta a Regatului Unit, Prințesa Mary, Ducesă de Gloucester și Edinburgh, Prințesa Sophia a Regatului Unit, Prințesa Alexandrine a Prusiei, Prințesa Augusta a Prusiei, Ducesa de Anhalt-Dessau, Prințesa Wilhelm a Prusiei, Elisabeth de Brandenburg-Schwedt, Prințesa Louise a Prusiei și Prințesa Radziwill.

## Prinț moștenitor
După decesul regelui William al IV-lea al Marii Britanii și ascensiunea reginei Victoria pe tron, din cauza legii salice care nu permitea ca tronul Hanovrei să fie condus de o femeie, Ducele de Cumberland a succedat la tronul Hanovrei ca Ernst August I iar Prințul George a devenit prinț moștenitor al Hanovrei. Ca descendent pe linie masculină a lui George al III-lea, el a rămas membru al familiei regale britanice și al doilea în linia de succesiune la tronul britanic până la nașterea primului copil al reginei Victoria în 1840, Victoria, Prințesă Regală.
După ce a devenit complet orb, au existat îndoieli cu privire la faptul că prințul moștenitor poate deveni rege al Hanovrei, însă tatăl său a decis că el ar trebui să facă acest lucru.
La 18 februarie 1843, la Hanovra, George s-a căsătorit cu Prințesa Maria de Saxa-Altenburg, fiica cea mare a lui Joseph, Duce de Saxa-Altenburg și a Ducesei Amelia de Württemberg.

## Rege al Hanovrei

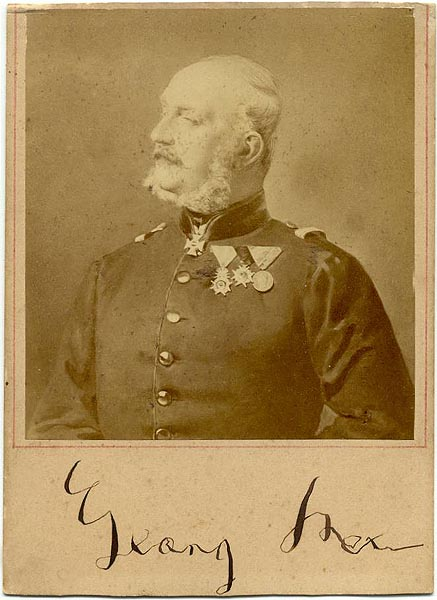
Regele Hanovrei, c. 1819

Prințul moștenitor i-a succedat tatălui său ca rege al Hanovrei, Duce de Brunswick-Lüneburg, Duce de Cumberland și Teviotdale, și Conte de Armagh la 18 noiembrie 1851 sub numele de George al V-lea.
De la tatăl său și de la unchiul matern, Prințul Karl Frederic de Mecklenburg-Strelitz, unul dintre oamenii influenți de la curtea Prusiei, George a învățat să aibă autoritate regală. În timpul celor 15 ani de domnie, s-a angajat în dispute frecvente cu parlamentul hanoverian. Sprijinit de Dieta Confederației germane, în iunie 1866 el a refuzat, contrar dorințelor parlamentului său, să avizeze cererea prusacă prin care Hanovra să respecte neutralitatea în războiul austro-prusac.
Ca urmare, armata prusacă a ocupat Hanovra și armata hanoveriană s-a predat la 29 iunie 1866; familia regală și regele au fugit în Austria. În mod oficial, guvernul prusac a anexat Hanovra la 20 septembrie, dar regele detronat nu a renunțat la drepturile sale la tron și nici nu a recunoscut acțiunile Prusiei. Din exil, de la Gmunden din Austria, el a făcut apel în zadar ca marile puteri europene să intervină în numele Hanovrei. Din 1866, George al V-lea a menținut "Welfenlegion" pe cheltuiala proprie.
George al V-lea a murit la Paris la 12 iunie 1878 la vârsta de 59 de ani. A fost înmormântat la capela St George de la castelul Windsor.